# Jean du Puy
Jean du Puy fut, pendant la Seconde Guerre mondiale, un agent du service secret britannique Special Operations Executive.

## Identités
- État civil : [comte] Jean Paul Marie du Puy
- Comme agent du SOE :
  - Nom de guerre (field name) « Denis »[1]
  - Nom de code opérationnel : [information manquante]

Parcours militaire : SOE, section F ; grade : lieutenant.

## Éléments biographiques
Jean du Puy est recruté par le SOE puis entraîné au Royaume-Uni.
Mission
Après plusieurs tentatives début août reportées en raison du mauvais temps, il est parachuté d’un bombardier Whitley, dans la nuit du 6 au 7 septembre 1941, à Tendu (au nord d’Argenton-sur-Creuse), avec cinq autres agents : André Bloch « Georges IX », Benjamin Cowburn «Benoît », Victor Gerson « René », George Langelaan « Marcel », Michael Trotobas « Michel ». Trois personnes constituent le comité de réception : Georges Bégué « Georges I », Max Hymans « Frédéric » et Auguste Chantraine « Octave », le maire de Tendu.
Il traverse la ligne de démarcation et se rend chez son père, à Courléon (Maine-et-Loire).
Le 13 mai 1942, il est arrêté par les Allemands quelques jours après Pierre de Vomécourt, chef du réseau AUTOGIRO. Il est interné à Fresnes et déporté à Colditz. Il est libéré en mai 1945.

## Reconnaissance

### Distinctions
[information manquante]

### Monuments
- Tendu (Indre) : une stèle commémore le parachutage clandestin du 6 septembre 1941. Lieu-dit Les Cerisiers.